# Humberto Jacinto Pereira
Humberto Jacinto Pereira (Morrinhos, 11 de fevereiro de 1942 – Goiatuba, 2004) foi um educador e notório músico morrinhense. Atuou como professor e diretor escolar, além de ser um dos patronos da Academia Morrinhense de Letras.

## Biografia
Humberto Jacinto Pereira nasceu em Morrinhos, Goiás, sendo o sexto filho de uma família de sete irmãos. Seus pais eram Olivier Jacinto Pereira e Maria Luzia Pereira. Desde jovem, destacou-se pela dedicação aos estudos, cursando a educação básica na cidade de Morrinhos no Grupo escolar Coronel Pedro Nunes e Colégio Estadual Xavier de almeira, superando desafios e buscando constante aprimoramento educacional.
Na adolescência, estudou em Anápolis, no SENAI, onde aprendeu marcenaria. Posteriormente, concluiu o ensino médio e obteve formação técnica em Contabilidade. Graduou-se em Direito pela Universidade Federal de Uberlândia (UFU), enfrentando dificuldades relacionadas às barreiras sociais e raciais da época.

## Carreira
Ingressou no Exército em Goiânia, onde inicialmente foi designado para a cozinha. No entanto, recusou a função e foi posteriormente promovido a corneteiro, chegando ao posto de corneteiro mor do Exército. O trompete tornou-se um símbolo de sua trajetória, refletido inclusive no uniforme da escola que leva seu nome.
Trabalhou na cooperativa Complem como o primeiro contador da empresa, antes de fundar seu próprio escritório em Morrinhos. 
No Colégio Estadual Xavier de Almeida, além de professor de Matemática e História no Ensino Fundamental lecionou Contabilidade e Custos, Direito e Legislação, Mecanografia e Processamento de Dados no curso profissionalizante Técnico em Contabilidade (Ensino Médio); e História e Filosofia no Ensino Médio. Neste estabelecimento de ensino, exerceu funções de Coordenador de turno, Vice-Diretor (1981-1984) e, também, Diretor (1997/1998). Foi regente da Banda Marcial Bruno José Vieira ( Fanfarra do CEXA) por mais de 30 anos, participando ativamente dos desfiles cívicos do município.

### Contribuições musicais
Humberto foi membro da Lira Santa Cecília, atuando como trompetista e maestro. Em 1970, participou da gravação do LP Morrinhos e Seus Valores, incluindo sua composição Terra Santa, interpretada por sua irmã Maria do Carmo. A música sofreu censura durante o regime militar, exigindo modificações para ser divulgada.
Além disso, integrou grupos musicais locais, como Os Insaciáveis, e bandas carnavalescas, entre elas a Banda Aquários, formada por seus filhos, sobrinhos e amigos. Sendo Humberto instrumentista, compositor e cantor.

## Vida pessoal
Casou-se em 1968 com Maria Antônina ( Tuninha), professora, com quem permaneceu até seu falecimento. Católico praticante, participava ativamente da Igreja Cristo Redentor, onde tocava violão no grupo de louvor.
Em sua casa, localizada na Vila Bela, em Morrinhos, Humberto passava horas escrevendo partituras à mão, que seus familiares guardam com apreço. Sua paixão pela leitura se refletia em sua vasta coleção de livros, reforçando sua convicção sobre o poder da educação.

## Legado e homenagens
Humberto Jacinto Pereira é lembrado pela comunidade de Morrinhos por sua contribuição à educação, à arte e à cultura. Seu nome foi homenageado com a criação da Escola Municipal Humberto Jacinto Pereira,Lei Municipal nº 2.446, de 2 de dezembro de 2021, e é reconhecido como um dos patronos da Academia Morrinhense de Letras. Leva seu nome também a Banda Humberto Jacinto Pereira, projeto do Colégio Estadual Silvio Gomes de Melo Filho.